# Enric Palomar
Enric Palomar (Badalona, 1964) és un compositor català. És director artístic del Taller de Músics de Barcelona.
Estudià al conservatori de Barcelona. Deixeble de Benet Casablancas i Joan Albert Amargós, ha dut a terme una enorme tasca de compositor i d'arranjador en camps musicals tan diversos com la música de cambra, el flamenc (col·laborador de Miguel Poveda), el jazz, la música popular i l'òpera.
Accèssit en el X Concurs de Composició de la Generalitat de Catalunya per a menors de 30 anys per la seva obra Interludi al·legòric (homenatge a Debussy). Ha escrit música de cambra per a solistes i grups diversos. La seva obra Poemes de l'exili va ser guardonada amb el Premi Ciutat de Barcelona 2004.
Ha escrit nombroses obres de cambra per a diverses formacions i solistes, entre les quals destaquen les òperes Ruleta, amb llibret d'Anna Maria Moix i Rafael Sender, estrenada al Mercat de les Flors el 1998 i Juana, basada en la vida de Joana I de Castella, amb llibret de Rebecca Simpson, estrenada a l'Òpera de Halle el 2005, amb posteriors actuacions al Teatre Romea i al Staatstheater Darmstadt.
La seva consagració ha arribat amb l'estrena el 2009 al Gran Teatre del Liceu de la seva tercera òpera, la primera de gran format, La cabeza del Bautista, a partir d'un relat homònim de Valle-Inclán, amb una picada d'ullet a la Salomé d'Oscar Wilde que Richard Strauss va adaptar per al gènere líric.